# Bunroku

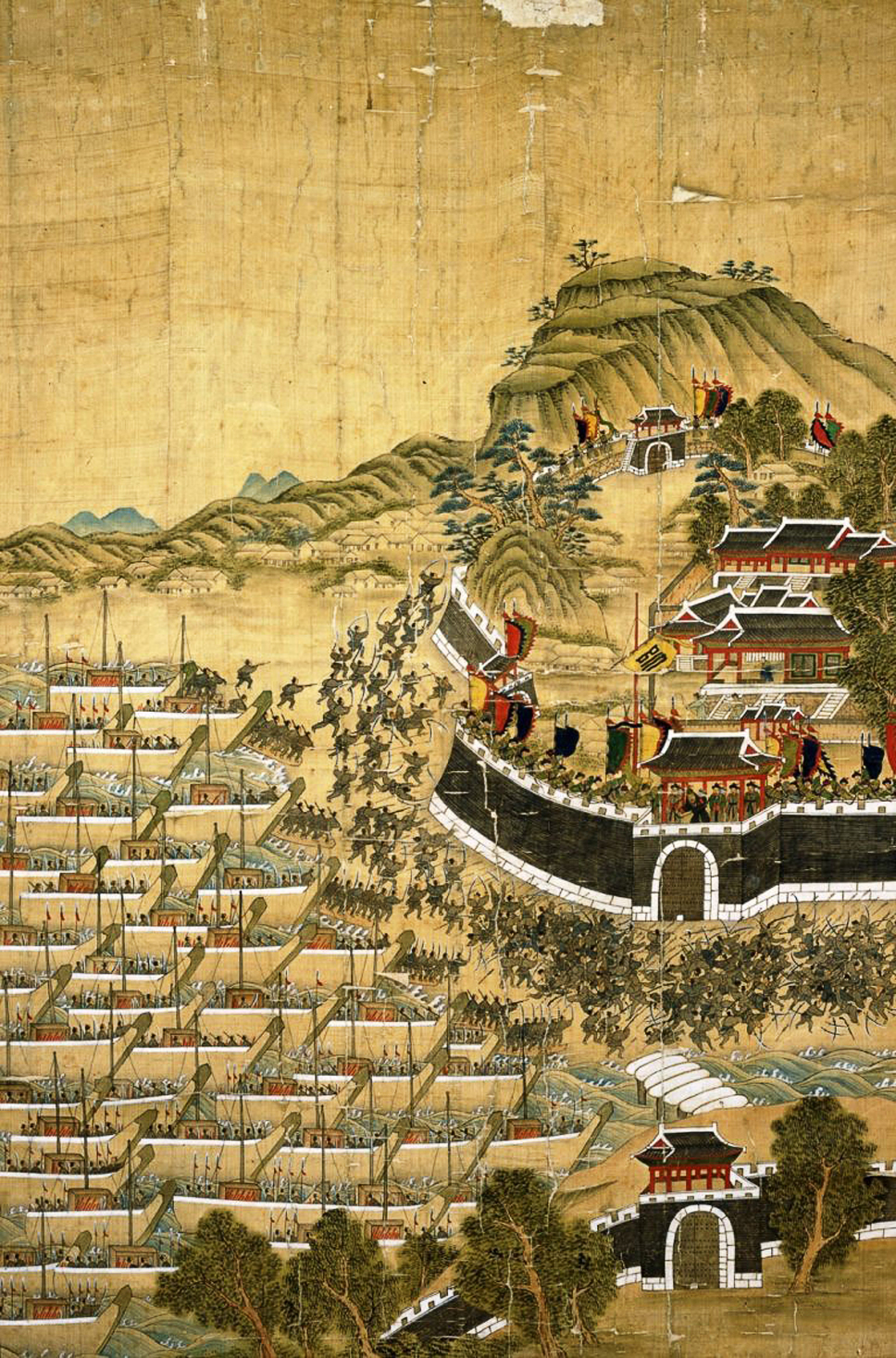
Japanska trupper landar i Busan, Korea år bunroku 1 (1592).

Bunroku (japanska: 文禄?, bunroku), 8 december 1592–27 oktober 1596, är en period i den japanska tideräkningen som inleds för att fira att kejsare Go-Yōzei tillträtt tronen några år tidigare.
År bunroku 1 (1592) invaderar Toyotomi Hideyoshi Korea, i vad som på japanska kallas Bunroku-Keicho-kriget (även Koreanska sjuårskriget eller Imjinkriget på koreanska).